# Vadim Kràvtxenko
Vadim Vladímirovitx Kràvtxenko (en rus: Вадим Владимирович Кравченко) (Almati, 4 de maig de 1969) va ser un ciclista kazakh. Va combinar la pista amb la carretera.

## Palmarès en ruta
- 1993
  - Vencedor d'una etapa a la Volta a la Baixa Saxònia
- 1995
  - Vencedor d'una etapa a la Volta a l'Equador
- 1998
  - 1r a la Volta a Egipte
- 2000
  - 1r a la Volta a Romania
  - Vencedor d'una etapa a la Volta a Turquia
- 2001
  -  Campió del Kazakhstan en contrarellotge
  - Vencedor d'una etapa a la Volta a Egipte
  - Vencedor d'una etapa a la Volta a Turquia
- 2002
  - Vencedor d'una etapa a la Volta a Egipte
  - Vencedor d'una etapa a la Volta a l'Aràbia Saudita
- 2002
  - Vencedor d'una etapa a la Volta a Sèrbia

## Palmarès en pista
- 1987
  -  Campió del món júnior en Persecució per equips (amb Mikhail Orlov, Dimitri Zhdanov i Valeri Baturo)
- 1995
  - Campió d'Àsia en Persecució
- 1998
  - Medalla d'or als Jocs Asiàtics de 1998 en Persecució
- 1999
  - Campió d'Àsia en Persecució
- 2001
  - Campió d'Àsia en Persecució
- 2002
  - Medalla d'or als Jocs Asiàtics de 2002 en Persecució